# Regim de lohn
Termenul regim de lohn desemnează un tip de activitate economică. Este folosit ca sinonim pentru regim de perfecționare activă.

## Caracteristici
Afacerile în regim de lohn sunt axate pe producerea unor articole folosind mâna de lucru necalificată sau puțin calificată locală, considerată ieftină pe plan international. În cazul în care se folosește o materie  primă, aceasta este importată, prelucrată, apoi exportată din nou.
Contractele în regim de lohn au loc între două părți străine, fiind un contract internațional. Părțile sunt formate din exportator și importator, sau ordonator și executant. De obicei ordonatorul este o firmă cu prestigiu, cunoscută pe piața internațională. Acest tip de contract se întâlnește mai mult în industria ușoară (textilă, de fabricare a încălțămintei sau a țesăturilor și ornamentelor). 
Termenul românesc regim (de) lohn este derivat din cuvântul din limba germană "Lohn" (leafă).

## Avantaje și dezavantaje
Există avantaje și dezavantaje pentru ambele părți. 
- Avantajele ordonatorului sunt acelea că găsește o bază materială (clădiri, utilaje, etc.) în care face investiții minime; forța de muncă este mult mai ieftină decât în țara de origine; își lărgește producția.
- Avantajul executantului este acela că ține ocupată forța de muncă.
- Riscul specific regimului de lohn pentru ordonator este ca marfa să fie cu deficiențe.
- Dezavantajul executantului este acela că marfa fabricată este vândută sub marca ordonatorului, cea ce îl menține pe executant în anonimat.

O asemenea activitate economică nu creează un avantaj durabil economiei locale, deoarece nu este însoțită de un transfer tehnologic sau de putere de decizie. Dimpotrivă, locurile de muncă create prin afaceri în regim de lohn sunt deosebit de precare, deoarece pot fi transferate oricând rapid și simplu în altă țară.